# ワシントニア (小惑星)
ワシントニア (886 Washingtonia) は小惑星帯に位置する小惑星である。1917年にジョージ・ヘンリー・ピーターズがアメリカ海軍天文台で発見した。
合衆国初代大統領ジョージ・ワシントンに因んで名付けられた。
古在由秀は、ワシントニアと他数個の小惑星からなる小規模な小惑星族が存在するとしている。